# Jan z Efezu
Jan z Efezu zwany też Janem z Azji (ur. około 507, zm. około 586 roku) – duchowny, jeden z przywódców syriackich chrześcijan odrzucających postanowienia Soboru Chalcedońskiego z 451 roku. Należy do grupy najważniejszych i najwcześniejszych historyków piszących w języku syriackim.
Najważniejszym dziełem Jana była Historia Kościelna, obejmująca okres od Juliusza Cezara do 588 roku. Została spisana w trzech częściach po sześć ksiąg każda. Pierwsza część, jak się wydaje, zaginęła bezpowrotnie. Prawdopodobne jest jednak, iż większość jej treści była wyciągiem z Historii Kościelnej Euzebiusza z Cezarei. Treść drugiej, opisującej wydarzenia od panowania Teodozjusza II do 6 lub 7 roku rządów Justyniana, również zaginęła. Zdaniem badaczy fragmenty tej części można odnaleźć w dziele przypisywanym patriarsze syriackiemu Dionizjuszowi (dziś sądzi się, że jest to dzieło nieznanego kompilatora). Trzecia część zachowała się do naszych czasów i została przetłumaczona i wydana po angielsku, niemiecku i łacinie.
Inną znaną pracą Jana były Żywoty Wschodnich Świętych. Jej kompilacji dokonano około 596 roku.

## Życiorys
Przyszedł na świat w Amidzie (współczesne Diyarbakır w południowej Turcji) około 507 roku. W 529 roku został wyświęcony na diakona przez Jana z Telli, po czym działał na terenie Palestyny (wzmianka z 534 roku). W 535 roku przeniósł się do Konstantynopola. Wiele podróżował zbierając opowieści do swoich Żywotów Świętych. Powrócił do Amidy w czasie wielkich prześladowań zwolenników monofizytyzmu, zarządzonych przez Efrema, patriarchę Antiochii i Abrahama, biskupa jego rodzinnego miasta. Około 540 roku ponownie osiedlił się w Konstantynopolu.
Wszystko wskazuje na to, że dość szybko zdobył sobie zaufanie Justyniana I i cieszył się nim aż do swojej śmierci. Polityka cesarza była wówczas nastawiona na konsolidację wschodnich chrześcijan, prawdopodobnie dla wspólnego przeciwstawienia się Persji. Temu celowi była również podporządkowana kampania prześladowań pozostających przy pogaństwie mieszkańców Imperium. Bar Hebraeus podaje w swoim Chronicon Ecclesiasticum, iż Jan został obrany biskupem Konstantynopola po śmierci Antyma I, ale jest to najprawdopodobniej błędna informacja, której inne źródła temu przeczą.
Jako zaufany cesarza został w 542 roku wysyłany na akcje misyjną, skierowaną do pozostających przy pogaństwie mieszkańców Azji Mniejszej. Z zapisków samego Jana wynika, iż w jej trakcie miał ochrzcić około 70 000 pogan. Nadzorował również budowę monasteru w Tralles (współczesne Aydın) i więcej niż 90 innych, które tworzono w zabieranych poganom świątyniach. Był jednym z propagatorów misji chrześcijańskich do Nubii. Sam nigdy nie udał się na tamte tereny, ale w swoich dziełach pozostawił interesujące opisy ich przebiegu i trudności, na jakie natykali się wysyłani przez niego misjonarze. W 558 roku został wyświęcony na monofizyckiego biskupa Efezu przez Jakuba Baradeusza.
W 546 roku cesarz powierzył mu misję wykrycia i wykorzenienia potajemnie pozostających przy pogaństwie mieszkańców Konstantynopola i obszarów przyległych. Po wytypowaniu podejrzanych Jan rozpoczął śledztwo, którego częścią były także tortury tych, którzy – jak sam pisał – „popełnili straszny błąd pogaństwa”. Wyniki pracy Jana wykazały, iż wielu wpływowych ludzi czciło starych bogów, co zdaniem części historyków wskazuje, iż religijny charakter dochodzenia był tylko przykrywką dla rozprawy z niepokornymi arystokratami.
Pomyślność Jana skończyła się po 565 roku, kiedy to do władzy doszedł Justyn II, nieskory do tolerowania monofizytów. Za jego zgodą Jan III, ortodoksyjny patriarcha Konstantynopola, rozpoczął prześladowania wspólnot nie przyjmujących postanowień Soboru Chalcedońskiego na terenie Imperium. Jan również padł ich ofiarą, a opis cierpień, których doznał, zawarł w swoich Historiach. Bezpośrednie przyczyny jego śmierci nie są znane.

## Przekład w języku polskim
- Jan z Efezu, Historia kościelna (fragm.), [w:] Greckie i Łacińskie źródła do najstarszych dziejów Słowian, cz. 1 (do VIII w.), przeł. i oprac. Marian Plezia, Kraków 1952, Prace etnologiczne, t. 3, s. 89–90.